# 1915 год в театре
1915 год в театре

## Персоналии

### Родились
- 10 февраля — Владимир Михайлович Зельдин, советский и российский актёр театра и кино, народный артист СССР.
- 13 февраля — Лидия Николаевна Смирнова, актриса театра и кино, народная артистка СССР.
- 23 февраля — Валентина Петровна Телегина, советская актриса театра и кино, народная артистка РСФСР.
- 10 марта — Гамэр Алмасзаде, советская азербайджанская балерина и педагог, народная артистка Азербайджана, народная артистка СССР.
- 31 марта — Борис Васильевич Телегин, советский актёр театра и кино, народный артист РСФСР.
- 15 апреля — Эпп Кайду, эстонская актриса, режиссёр. Народная артистка Эстонской ССР.
- 7 июля — Роман Иринархович Тихомиров, советский музыкант, кинорежиссёр и сценарист, народный артист РСФСР.
- 29 июля — Павел Петрович Кадочников, советский актёр театра и кино, народный артист СССР.
- 30 июля — Пётр Львович Монастырский, советский и российский режиссёр, театральный деятель, народный артист СССР (1980).
- 28 сентября — Георгий Александрович Товстоногов, советский режиссёр, главный режиссёр Ленинградского Большого театра.
- 17 октября — Артур Миллер, американский драматург, обладатель Пулитцеровской премии

### Скончались
- 24 января — Варвара Васильевна Стрельская, русская драматическая актриса.
- 30 июня — Сатеник Артёмовна Адамян, армянская театральная актриса.
- 10 июля — Важа-Пшавела — один из самых даровитых грузинских писателей XIX века, по пьесам которого ставились спектакли.
- 8 [21] сентября 1915 в Петрограде — русская актриса Мария Гавриловна Савина.